# Usura bancaria
L'usura bancaria è una fattispecie normativa introdotta dall'Art. 644 del Codice penale italiano ed è stata riformulata dalla Legge n. 108 del 7 marzo 1996, che ha apportato profonde innovazioni e modifiche in materia di usura nell'ordinamento giuridico dell'Italia.

## Descrizione
La norma ha ridefinito il quadro complessivo descritto dalla fattispecie incriminatrice affiancando ai parametri puramente soggettivi, previsti dalla vecchia formulazione, nuovi parametri cosiddetti "oggettivi".
L'intervento del legislatore, ha contribuito ad ampliare, in maniera notevole, l'ambito di applicazione del reato di usura, e conseguentemente l'area di tutela offerta dalla norma. Essa non è più relegata ad operare esclusivamente nei casi in cui sussista lo "stato di bisogno" del quale taluno abbia "approfittato" conseguendo vantaggi per sé o per altri, ma opera anche ogni qual volta il limite (cosiddetto Tasso Soglia d'Usura) posto dall'art. 2 della stessa L. 108/96 venga superato.
Pertanto, quella che era una norma destinata ad offrire tutela in casi estremi, nell'ambito dei quali l'usura costituiva, nella pratica, l'anello di una catena di fattispecie delittuose spesso complesse e più gravi, grazie all'intervento legislativo del 1996, ha acquisito una diversa rilevanza. Il legislatore ha infatti inteso delineare un importante ed oggettivo discrimine tra il lecito e l'illecito nel settore dell'erogazione del credito.
Resta però oggetto di critica il fatto che il reato sia indirizzato a sanzionare solo la condotta soggettiva dell'autore persona fisica, senza estendersi all'ente di cui egli è dipendente o preposto e che, oggettivamente, si avvantaggia dell'usura percependone i proventi: a tal fine è stata avanzata la proposta di estendere a questo tipo di reato la disciplina, sopraggiunta nel 2001, della responsabilità amministrativa delle persone giuridiche.

## Situazione precedente
Prima dell'introduzione della nuova norma, modalità e termini relativi all'erogazione del credito ed il costo del denaro erano rimessi alla volontà delle parti: ovviamente la parte contrattualmente più forte era nella situazione di poter dettare termini e condizioni in maniera arbitraria, stante l'assenza di regole, sanzioni e conseguenti responsabilità.

Con tale liberalità di mercato, in assenza di regole specifiche, era frequente, possibile e legale, che l'erogatore del credito addebitasse costi elevati al cliente e pertanto la L.108/96 ha colmato una lacuna normativa.
La norma è volta a sanzionare la condotta di chi (banche ed operatori finanziari), a fronte di operazioni di erogazione di credito, applichi "commissioni, remunerazioni a qualsiasi titolo e [...] spese, escluse quelle per le imposte e tasse, collegate alla erogazione del credito" (Art. 1 L. 108/96) superiori al limite determinato dall'Art 2 della L. 108/96 (Tasso Soglia d'Usura), il principale ambito di operatività della disciplina è costituito dai conti correnti, dai mutui e da altre operazioni di finanziamento e credito.

## Usura in conto corrente
L'Usura in conto corrente è determinata dai costi addebitati al correntista, connessi alle operazioni di erogazione del credito, ai sensi dell'art. 1, comma 3, L.108/96:
Per la determinazione del tasso d'interesse usurario si tiene conto, delle commissioni, remunerazioni a qualsiasi titolo e delle spese, escluse quelle per imposte e tasse, collegate all'erogazione del credito.

### Determinazione dei tassi soglia
Il costo del denaro deve, dunque, essere contenuto entro il limite del tasso soglia d'usura (TSU) pubblicato trimestralmente sulla Gazzetta Ufficiale, determinato dal Legislatore (art. 2 L. 108/96) sulla base del T.E.G. (tasso effettivo globale) medio applicato dagli istituti di credito e rilevato trimestralmente dalla Banca d'Italia.
Per la determinazione sono necessari, oltre al tasso d'interesse effettivamente applicato (TAN), dati tra i quali alcune informazioni inerenti a costi non immediatamente rilevabili, ma deducibili tramite calcoli matematici come gli interessi generati dall'applicazione della valuta, gli interessi generati dall'anatocismo, gli interessi generati dall'addebito della commissione di massimo scoperto ed anche le spese.

### La rilevanza della CMS, Sentenza delle Sezioni Unite n. 16303/2018
Tra i costi rilevanti ai fini dell'usura rientra la Commissione di Massimo Scoperto.
La sentenza delle Sezioni Unite n. 16303/2018 conferma l'inclusione della CMS tra i costi rilevanti ai fini dell'usura.
Secondo tale giurisprudenza, dal momento che tale onere viene addebitato in conseguenza di una esposizione debitoria, è innegabile che esso sia connesso all’erogazione del credito e pertanto vada considerato ai fini dell'usura, come stabilito dalla L.108/96.
La Suprema Corte ha dettato le modalità tecniche circa la verifica da compiere per accertare l'eventuale usurarietà delle CMS nei conti correnti e nelle aperture di credito.
Secondo il principio di diritto dettato dalle S.U. è necessario un duplice raffronto: per un verso le CMS effettivamente addebitate devono essere superiori alle CMS soglia usura (CMS pubblicate nei decreti ministeriali +50%); compiuta tale verifica è necessario controllare se l’importo addebitato a titolo di CMS rientri o meno nel “margine soglia”. Tale margine si determina considerando gli interessi addebitati ed il limite entro il quale gli interessi stessi devono essere contenuti. Se l’aggiunta della CMS non eccede tale limite quest’ultima non viene considerata usuraria. Diversamente, in caso di eccedenza la CMS si deve ritenere usuraia

## Mutui ed altri finanziamenti
In seguito alla riforma operata dalla L. 108/96, ed all'abbattimento dei tassi d'interesse negli anni successivi, si creava una situazione per cui i mutui contratti prima del 1996 sarebbero divenuti usurari. Inoltre, i tassi di interesse in essi previsti, in seguito alla riforma avrebbero superato il tasso soglia usura, e conseguentemente l'usurarietà del mutuo avrebbe consentito al mutuario (colui chi accende il mutuo) di invocare l'applicazione dell'art. 1815, comma 2 C.C.:
Se sono convenuti interessi usurari, la clausola è nulla e non sono dovuti interessi.

Inoltre, tale circostanza avrebbe consentito al mutuario di chiedere ed ottenere la restituzione di quanto versato in eccedenza.

### Decreto "Salva Banche"
Per evitare gravi ripercussioni nel sistema bancario e creditizio italiano, si ritenne opportuno varare il D.L. n. 394/2000, successivamente convertito nella legge n. 24/2001, noto, ai più, come Decreto Salva Banche.

Tale norma è intervenuta ad arginare la situazione che si sarebbe potuta creare a seguito dell'applicazione della L. 108/96, mediante la previsione dell'art. 1, comma 1 L. 24/2001, il quale dispone che
Ai fini dell'applicazione dell'art. 644 c.p. e dell'art. 1815, secondo comma c.c. si intendono usurari gli interessi che superano il limite stabilito dalla legge nel momento in cui essi sono promessi o comunque convenuti, a qualunque titolo, indipendentemente dal loro pagamento.
Tuttavia, al fine di non pregiudicare i diritti dell'utenza creditizia mediante tale disposizione (cosiddetta di interpretazione autentica) proprio in considerazione dell'inaspettata caduta dei tassi di interesse verificatasi in Europa e in Italia, il legislatore stabilì un Tasso di sostituzione, fissato per l'8% per i mutui sulla prima casa fino a 150 milioni di lire, a favore di tutti coloro i quali avevano stipulato un mutuo a tasso fisso prima dell'aprile 1997.

## Decreto Sviluppo
Nel 2011 è stato emanato un Decreto attuativo detto "Decreto Sviluppo": è stato constatato che finora le banche erano soggette ad un limite sui tassi di interesse che potevano applicare al mutuo; il cliente poteva, nel caso avesse riscontrato un possibile tasso d'usura, rescindere il contratto, anche se da tempo, gli istituti di credito non accettavano molto volentieri questo vincolo ritenendolo leonino. Ora per effetto del Decreto Sviluppo questo limite è stato innalzato. In sintesi cambia il metodo per il calcolo del tasso di usura, prevedendo che la soglia venga definita aumentando del 25% il tasso medio rilevato con l'aggiunta di un ulteriore 4%. Inoltre, la norma fissa un differenziale massimo tra tasso soglia e tasso medio pari all'8%.